# Pityrodia loricata
Pityrodia loricata là một loài thực vật có hoa trong họ Hoa môi. Loài này được (F.Muell.) E.Pritz. miêu tả khoa học đầu tiên năm 1904.